# كريس هيل (لاعب كرة سلة)
كريس هيل (8 أغسطس 1983 بشيكاغو في الولايات المتحدة - ) (بالإنجليزية: Chris Hill)‏ هو لاعب كرة سلة أمريكي في مركز هجوم خلفي. لعب مع CS Otopeni (basketball) ‏.

## وصلات خارجية
- كريس هيل (لاعب كرة سلة) على موقع كلية كرة السلة في سبورتس رفرنس.كوم (الإنجليزية)
- كريس هيل (لاعب كرة سلة) على موقع بروبوليرز (الإنجليزية)